# Giovanni Battista Beccaria
Pour les articles homonymes, voir Beccaria.
Giovanni Battista (ou Giambattista) Beccaria (né le 3 octobre 1716 à Mondovi et mort le 27 mai 1781  à Turin, est un physicien italien.

## Biographie
Membre de l'ordre des Scolopi (ou Piaristes), Giovanni Battista Beccaria enseigne la physique à l'Université de Turin à partir de 1748. Il est à l'origine du renouveau dans l'enseignement de cette matière, introduisant l'étude de la physique expérimentale galiléenne. À ce titre, il forme un cercle d'élèves, parmi lesquels le mathématicien Lagrange, qui fondent plus tard la  « Privata Società Scientifica Torinese » (Société scientifique turinoise privée), ancêtre de l'Académie des Sciences de Turin. Il étudie et diffuse la physique newtonienne et entretient une correspondance suivie avec Franklin, tout en s'intéressant personnellement à l'étude de l'électricité, élaborant la théorie de l'« électricité vengée », prouvée seulement grâce aux travaux de Volta.
À la suite de ses propres travaux et des découvertes de Franklin, on installa des paratonnerres sur la Basilique Saint-Marc à Venise, sur le Palais du Quirinal à Rome et sur le Dôme de Milan.
Beccaria s'intéresse également à la géographie, notamment à la mesure du degré d'arc de méridien terrestre (gradus taurinensis), devant servir de base au calcul de la circonférence équatoriale et à l'écrasement des pôles. Ses recherches, conduites avec son assistant Domenico Canonica entre 1760 et 1774, sur l'ordre de Charles-Emmanuel III de Savoie, permettent la rédaction de la Carte générale de l'État de Savoie, commencée en 1767. Ce calcul est néanmoins contesté, notamment par Cesare Francesco.
En 1755, le physicien est admis à la Royal Society.

## Œuvres sur l'électrologie
- Dell'elettricismo naturale e artificiale, 1753
- Dell'elettricismo, 1758
- Experimenta atque observationes quibus electricitatis vindex late constituitur atque explicatur, 1769
- Elettricismo artificiale, 1772 (traduit en anglais deux ans plus tard)
- Dell'elettricità terrestre ed atmosferica, 1775.